# La Macarena (Meta)
La Macarena es un municipio localizado en el departamento del Meta, Colombia a 225 km de Villavicencio, capital del departamento. Hace parte de la Sierra de la Macarena e integra el Área de Manejo Especial de la Macarena, AMEM el cual integra varias reservas naturales. El municipio se caracteriza por tener muy cerca el río Caño Cristales. Tras la firma del acuerdo de paz entre el gobierno colombiano y la guerrilla de las Farc-Ep, el municipio se ha convertido en un polo de atracción turística durante la temporada de apertura de Caño Cristales (junio-diciembre).

## División Político-Administrativa
Además de su Cabecera municipal. La Macarena tiene bajo su jurisdicción los siguientes Centros poblados:
- El Rubí
- El Vergel
- La Cristalina
- Las Delicias
- Laureles
- Playa Rica
- Puerto Lozada
- San Francisco de La Sombra
- San Juan del Losada

## Historia
El municipio La Macarena fue habitado por nativos especialmente los Guayaberos quienes se encontraban asentados en las márgenes del Río Guayabero y Guaviare dentro del sitio conocido como Angosturas I. La colonización española que en 1535 avanzaba por los llanos orientales en busca de rutas para llegar a Perú, abandonó la zona debido a los enfrentamientos con los indígenas y principalmente a lo inhóspito de la selva. En la década de los 1950s colonos caqueteños llegaron a estas tierras donde se establecieron, creando un núcleo de colonos al que le denominaron El Refugio, sitio actual donde está ubicada la cabecera municipal.
La Macarena fue fundada en 1954 por un grupo de colonos inicialmente compuesto por la familia González, quienes venían huyendo de la violencia, por eso días sobre voló una avioneta piloteada por Aldo Leonardi, un aviador de origen italiano que aterrizó en la sabana que había sido quemada por la familia Gonzáles. El piloto y el señor Abundio Gonzáles hicieren en acuerdo de construir una pista de aterrizaje en cambio de ropa y utensilios. Al regreso del italiano la pista ya estaba construida y llegó acompañado de Tomy Thompson, un norteamericano que se interesó por la región para convertirla en un sitio turístico por la abundante flora y fauna y la belleza de sus paisajes. 
Luego llegaron otras 4 familias más y tal vez la primera bonanza turística de la región, estos colonos se dedicaron a labores del campo y a servir como guías de los grupos de turistas norteamericanos (25-30), que llegaban cada 15 días.
Su único medio de comunicación fue por vía aérea (Aeropuerto de La Macarena) y se comunicaban con Madrid (Cundinamarca), Apiay en Villavicencio, Melgar (Tolima) y Bogotá y por vía terrestre se comunicaban con San Vicente del Caguán, Caquetá. 
A mediados de los años 1970 era Inspección de Policía de San Juan de Arama, en 1974 por la ordenanza N.º. 021 se le otorgó la categoría de municipio.
Para los años 60 la Fuerza Aérea Colombiana encontró en esta zona un área de abastecimiento, comprando plátano, pesca y cerdos cada ocho días, llegando a hacer hasta 3 vuelos semanales para las bases aéreas de Melgar, Madrid, Bogotá y Apiay. Para finales de los 60 se dio la bonanza de la cacería la que consistía en capturar tigrillos y jaguares para vender sus pieles. 
En 1976 comenzó una nueva bonanza y cambio radical en la situación de La Macarena: los tiempos de la coca, esta situación trajo más personas lo que ocasionó que en poco tiempo pasara de ser un pueblo donde todos se conocían a ser un lugar en el que todos eran extraños.
El auge maderero llegó de forma muy tímida a mediados de la década de los 80 convirtiendo al río Guayabero en la vía principal.
La bonanza de la coca llegó aproximadamente hasta el 2004, desde ese tiempo hasta este entonces ha permanecido en un periodo de transformación listo para volver a los tiempos del turismo, siendo la zona de Caño Cristales totalmente libre de problemas de violencia.

## Límites del municipio
La Macarena está delimitada por algunos municipios del Meta al norte y el resto rodeada por los departamentos de Caquetá y Guaviare:
| Noroeste: Límites entre Uribe y San Vicente del Caguán (Caquetá) | Norte: Uribe (Caño Yula y Río Guayabero) | Nordeste: Vista Hermosa (Caño Correntoso)                       |
| Oeste: San Vicente del Caguán (Caquetá)                          |                                          | Este: San José del Guaviare ( Guaviare)                         |
| Suroeste: San Vicente del Caguán (Caquetá)                       | Sur: San Vicente del Caguán (Caquetá)    | Sureste: Calamar ( Guaviare) (Reserva Indígena Llanos del Yarí) |

## Economía
- Ganadería
- Agricultura
- Turismo:  Entre el 2012 y el 2017 el número de visitantes anuales del municipio pasó de 3.847 a 15.907, lo cual significó un crecimiento de 313,5%. Esta es una cifra bastante importante, si tenemos en cuenta que La Macarena cuenta con un total de 27.040 habitantes, 4.056 de los cuales reside en la cabecera. Desde luego, el despegue del turismo en la región se ha impulsado en las mejoras de seguridad logradas a partir del programa de seguridad democrática del gobierno de Álvaro Uribe Vélez (2002-2010), el Acuerdo de paz firmado entre las FARC y el gobierno de Juan Manuel Santos (2010-2018) y la implementación de iniciativas públicas como la estrategia de Turismo y Paz, del Ministerio de Comercio, Industria y Turismo.[5]

Los visitantes llegan buscando principalmente Caño Cristales, más conocido como “el río de los cinco colores”, “el río más hermoso del mundo” o “el río que se escapó del paraíso”. Un poeta incluso lo llamó “el arco iris que se derritió”. De acuerdo con Lonely Planet –la editorial de viajes número uno a nivel internacional, Caño Cristales es una de las 20 experiencias imperdibles en Colombia, país al que también catalogó en el 2017 como el segundo mejor destino para viajar en el mundo.

## Sitios turísticos y de interés
Si bien Caño Cristales es el principal foco de atención de turistas nacionales y extranjeros, son varias las maravillas naturales y sitios de excepcional belleza que rodean al municipio. El Raudal de Angosturas I, el Salto de Canoas, la Laguna de Yarumales y Laguna del Silencio son unas de ellas. Así mismo, el Jardín Botánico de La Macarena y la Madrevieja del Carmen son lugares donde ejercicios de restauración del bosque y conservación y cuidado de la selva permiten una experiencia de turismo de naturaleza. 
En el casco urbano los puntos de interés son la Iglesia, las casas antiguas que aún sobreviven y las exposiciones permanentes sobre las características naturales y sociales de la región que se encuentran abiertas al público en la sede urbana del Jardín Botánico de La Macarena y en el Café de Lithos.